# (164215) Doloreshill
(164215) Doloreshill – planetoida z grupy Amora, należąca do obiektów NEO. (164215) Doloreshill okrąża Słońce w ciągu 3 lat i 26 dni w średniej odległości 2,11 j.a. Została odkryta 25 czerwca 2004 roku w programie Catalina Sky Survey. Nazwa planetoidy pochodzi od Dolores H. Hill (ur. 1956) badaczki meteorów na University of Arizona's Lunar and Planetary Laboratory. Przed nadaniem nazwy planetoida nosiła oznaczenie tymczasowe 2004 MF6.